# 10P/Темпеля
 Комета Темпеля 2 (10P/Tempel) — короткопериодическая комета из семейства Юпитера, которая была открыта 4 июля 1873 года немецким астрономом Эрнстом Темпелем в обсерватории Брера, когда комета медленно двигалась по созвездию Рыб. Она была описана как слабый диффузный объект, с диаметром комы в 5 угловых минут. К концу июля комета достигла максимальной яркости и начала постепенно угасать по мере удалении от Земли и Солнца. Комета обладает довольно коротким периодом обращения вокруг Солнца — чуть более 5,3 года.

Орбита кометы Темпеля 2 и её положение в Солнечной системе

## История наблюдений
Довольно быстро стало ясно, что комета является короткопериодической с периодом обращения 5,16 года. На этом основании был сделан довольно точный прогноз о возвращении кометы в 1878 году, который позволил восстановить комету 18 июля. Комета наблюдалась при каждом благоприятном возвращении, будучи пропущена лишь в 5 случаях из-за особенно плохого расположения во время перигелия. Последнее из них произошло в 1941 году. В дальнейшем рост размеров телескопов позволил наблюдать её при каждом возвращении, даже при не самой удобной позиции. Наиболее благоприятное возвращение кометы произошло в 1925 году. Ранний августовский перигелий кометы почти совпал с самым тесным сближением с Землёй (0,35 а. е.), что позволило комете достичь магнитуды 6,5 m. В следующий раз комета сможет достигнуть подобных значений 3 августа 2026 года, когда она подойдёт к Земле на расстояние 0,41 а. е. (61,5 млн км). В конце февраля 1999 года комета имела магнитуду всего 19,0 m, а уже к концу мая она почти достигла 13,0 m с комой диаметром около 1 ' угловой минуты. При возвращении 2010 года блеск кометы достиг 8,0 m звёздной величины.
При каждом своём возвращении комета демонстрирует стабильно предсказуемое поведение: через неделю или две после прохождения перигелия на комете начинаются случайные скачки яркости, достигающие 2—3 звёздных величин. Наиболее ярко эту особенность комета проявила в 1873 и 1967 годах.
Комета имеет довольно крупное ядро, сравнимое по размеру с ядром кометы Галлея. Ядро настолько велико, что даже вблизи афелия блеск кометы не опускается ниже 21,0 m звёздной величины.